# 太田大八
太田 大八（おおた だいはち、1918年12月29日 - 2016年8月2日）は、日本の絵本作家・画家。

## 来歴・人物
長崎県大村町（現・大村市）出身。戦時中に（旧制）多摩帝国美術学校（現・多摩美術大学）図案科を卒業。1945年8月、徴用で勤務していた会社の出張で広島県大竹に赴き8月5日に広島市に入ったものの、間一髪で原爆被爆を免れ、被爆翌日の惨状を目撃した。
戦後、大阪市で復興のための建築パネルを建てたことをきっかけに美術界に戻り、デザインの仕事をするために東京に帰って「スタヂオ・トーキョー」を設立した。さらに偶然再会した同級生の依頼で詩のイラストを描いたことがきっかけで、絵本作家となる。1949年のデビュー以来、130作の創作絵本、230作の児童書の挿絵を手掛けている。晩年には2007年8月・9月にNHK「みんなのうた」で放送された「おはようのうた」（詞・曲：本間絹子）の背景イラストを担当しており、さらに90歳を超えてからも活躍を見せていた。
また、「子どもの本・九条の会」代表団員を務めていた。

## 広島での原爆体験
『わたしの8月15日 - 児童文学作家と画家が語る戦争体験』（あかね書房、1975年）に太田が寄せた絵文章による手記「昭和20年8月5・6・7」によると、1945年当時、航空兵器総局に属していた数えで28歳の太田は、工場・宿舎を短時間で簡易に建設する組み立て建築（現在のプレハブ建築）の設計と製作指導を担当し、米軍の空襲にさらされた全国の地方都市を飛び歩いていた。彼は被爆前日の8月5日に芸備線で松江から広島に赴き、広島県のアキヨシ内政部長（秋吉威郎）と面会して打ち合わせをする予定であったが、列車が広島駅に到着したのは夕刻であり、その時刻には県庁は閉庁していた。このため太田は、その日秋吉に面会することを諦め、市内の旅館に宿泊して翌8月6日に出直そうと考えた。ところが、大都市であるにもかかわらずほとんど空襲を受けず無傷であった市街地を見て「まてよ!」「今夜あたりヤバいぞ」と悪い予感を覚えた太田は、空襲の被災を危惧して、その晩は広島市内ではなく県西方の大竹に所在していた協力工場に宿泊した。
結果としてこの決断は、太田を翌8月6日朝の原爆の直撃から免れさせることとなり、8時15分時点で工場の主人と立ち話をしていた彼は、閃光と一瞬の衝撃波を感じたものの無事であった。その日の午後、広島から大竹に逃れてきた多くの被爆者の姿を目撃した彼は、翌8月7日朝には松江に引き返すため列車で広島に向かった。しかし五日市駅付近から鉄道が不通になっていたため彼は徒歩で線路に沿って広島に向かい、その途上で市中心部の被爆の惨状を目の当たりにした。太田は当初予定していた秋吉部長との面会を果たせぬまま、同日午後、まだ駅舎が炎上中であった広島駅で切符を切ってもらい芸備線の貨物列車に便乗した。この列車は負傷者を満載しており太田が車両に潜り込む余地もなかったため、彼は蒸気機関車の正面の鉄梯子にしがみつき、被爆の前後に広島で出会った人々の運命を案じつつ松江に向かった。

## 受賞歴
- 1955年、日本童画会賞を受賞[7]。
- 1958年、『いたずらうさぎ』などで小学館児童文化賞。
- 1980年、『絵本玉虫厨子の物語』で絵本にっぽん賞。
- 1981年、『ながさきくんち』で講談社出版文化賞。
- 1990年、『見えない絵本』で赤い鳥さし絵賞。
- 1992年、『だいちゃんとうみ』で絵本にっぽん賞。
- 1998年、『絵本西遊記』で産経児童出版文化賞。

## 主な作品
- 『かさ』文研出版 1975
- 『ながさきくんち』童心社 1980
- 『ともだち』講談社 1985
- 『だいちゃんとうみ』福音館書店 1992 など多数。

## 主な挿絵
- 『二年間の休暇』（ジュール・ヴェルヌ作・福音館古典童話シリーズ）
- 『寺町三丁目十一番地』（渡辺茂男作･福音館書店）
- 『馬ぬすびと』（平塚武二作･福音館書店）
- 『やまなしもぎ』（平野直再話・福音館書店）
- 『竜のいる島』（たかしよいち作・アリス館のち理論社）
- 『浦上の旅人たち』（今西祐行作･実業之日本社のち岩波少年文庫）
- 『おに火の村のねずみ』（渡辺茂男作･岩波書店）
- 『かわいそうな自動車の話』（前川康男作・偕成社）
- 『二分間の冒険』（岡田淳作・偕成社のち文庫）
- 『我利馬（ガリバー）の船出』（灰谷健次郎作･理論社）
- 『昔、そこに森があった』（飯田栄彦作･理論社）
- 『あひるさんのぼうし』（神沢利子作･福音館書店）
- 『大造じいさんとガン』（椋鳩十作）　など多数。